# Josef Kaspi
Josef ben Abba Mari ibn Kaspi (* 1279 in L’Argentière; † 1340 in Tarascon) war ein jüdischer Gelehrter und insbesondere Bibelkommentator.
Kaspi lebte und wirkte in Frankreich, Spanien, Ägypten und Nordafrika. Sein Denken war wesentlich beeinflusst von Abraham ibn Ezra, und seine Bibel-Auslegungen zeigen einen pragmatisch-lebensnahen Duktus und eine wissenschaftlich-nüchterne Behandlung aller Themen.